# 根特市政廳

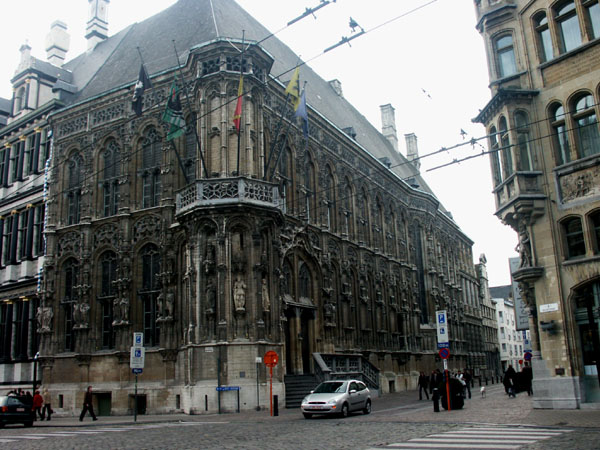
Stadhuis van Gent

根特市政廳（荷蘭語：Stadhuis van Gent）是位於比利時城市根特的一座建築，為後期哥特式風格建築。根特市政廳修建於1519年至1539年。根特市政廳是比利時文藝復興時期的建築。

## 外部連結
- Stadhuis （页面存档备份，存于）

51°03′16″N 3°43′30″E / 51.05444°N 3.72500°E